# Bathurst-Ilford Road
Die Bathurst-Ilford Road ist eine Verbindungsstraße im Osten des australischen Bundesstaates New South Wales. Die Straße verbindet den Great Western Highway, den Mitchell Highway, den Mid-Western Highway und die O’Connell Road in Bathurst mit dem Castlereagh Highway und dem Bylong Valley Way in Ilford.

## Verlauf
Die zweispurig ausgebaute, durchgehend asphaltierte Straße führt von Bathurst, Great Western Highway (R32), Mitchell Highway (R32), Mid-Western Highway (R24) und O’Connell Road zusammenkommen, nach Nord-Nordosten. Bei der historisch interessanten Stadt Sofala überquert sie den Turon River und wendet sich dann nach Nordosten.
In Ilford erreicht die Bathurst-Ilford Road den Castlereagh Highway (S86) und endet. Der Bylong Valley Way bildet ihre Fortsetzung über den Kamm der Great Dividing Range zum Golden Highway (S84).

## Bedeutung
In Verbindung mit dem Bylong Valley Way bildet die Bathurst-Ilford Road eine ruhigere Alternative für die Reise von Bathurst ins Hunter Valley, die sehr viel mehr Aussichtspunkte bietet.